# Thomas Hurter
Pour les articles homonymes, voir Hurter.
Thomas Hurter, né le 1er novembre 1963 à Zurich (originaire de Schaffhouse et d'Affoltern am Albis) est un pilote et une personnalité politique suisse, membre de l'Union démocratique du centre (UDC).
Il est député du canton de Schaffhouse au Conseil national depuis décembre 2007.

## Biographie
Thomas Hurter naît le 1er novembre 1963 à Zurich. Il est originaire d'une autre commune du même canton, Affoltern am Albis, et de Schaffhouse. Il grandit à Widen, dans le canton d'Argovie, dans une famille de commerçants. Il fait toutes ses classes en Argovie, jusqu'à obtenir en 1984 une maturité de type E (économie). Il décroche plus tard, en été 2007, une maîtrise en administration des affaires (MBA) à l'Université Heriot-Watt à Édimbourg. 
Il travaille de 1986 à 1993 comme pilote professionnel et instructeur de vol pour l'armée, où il obtient le grade de capitaine. Il devient ensuite pilote de ligne pour Swissair puis Swiss, profession qu'il exerce encore à ce jour. 
Il est marié depuis 1994 à la juge et conseillère d'État schaffhousoise Cornelia Stamm Hurter, avec qui il a deux filles nées en 1996 et 1999. 

## Parcours politique
Son premier mandat politique remonte à 2003, lorsqu'il accède au conseil scolaire de la ville de Schaffhouse. Il en est membre jusqu'en décembre 2008. 
Il siège au Conseil cantonal de Schaffhouse de janvier 2005 à mars 2016 (élection et réélections les 26 septembre 2004, 28 septembre 2008 et 23 septembre 2012), où il intervient en particulier sur les questions de formation,. Il préside en parallèle, de mars 2009 à avril 2013, la section UDC de la ville de Schaffhouse. 
Il est élu en 2007 au Conseil national comme représentant du canton de Schaffhouse. Il est réélu en 2011, 2015, 2019 et 2023. Il siège au sein de la Commission de la politique de sécurité (CPS), qu'il préside du 25 novembre 2013 au 9 décembre 2015, et de la Commission des transports et des télécommunications (CTT). 
Lors du renouvellement du Conseil fédéral de 2015, qui voit l'élection de Guy Parmelin en remplacement d'Eveline Widmer-Schlumpf, il obtient 22 voix au premier tour alors qu'il n'était pas candidat officiel de son parti.

### Autre mandats
Il est notamment président de l'Automobile Club suisse (ACS) depuis septembre 2016.